# Belisana floreni
Belisana floreni là một loài nhện trong họ Pholcidae. Loài này có ở Borneo.